# Ptecticus spatulatus
Ptecticus spatulatus är en tvåvingeart som beskrevs av Mcfadden 1982. Ptecticus spatulatus ingår i släktet Ptecticus och familjen vapenflugor. Inga underarter finns listade i Catalogue of Life.